# 库尔圣艾蒂安
库尔圣艾蒂安（法語：Court-Saint-Étienne，法語發音：[kuʁ sɛ̃.t‿etjɛn]）是比利时瓦隆大区瓦隆布拉班特省的一个市镇，通行法语，是比利时法语社群的一部分，面积26.64平方千米，人口10,500人（2018年1月1日）。